# Operation Blå
Operation Blå (tyska: Fall Blau) var det tyska kodnamnet för angreppet mot sydvästra Sovjetunionen 1942. Syftet var att få kontroll över oljekällorna vid Kaspiska havet. Operationen skulle inledas med angrepp som skulle återerövra ställningarna kring Isjum och driva bort det återstående försvaret på halvön Krim.
För Nazityskland var invasionen av Sovjetunionen av avgörande betydelse under 1941 och 1942. Invasionen var omfattande och en överväldigande mängd tyska stridskrafter hade satts in. Tredje rikets situation krävde en framgångsrik fortsättning i Sovjet.
Vintern 1941–1942 hade tillfogat den tyska armén, som var dåligt förberedd när det gällde vinterutrustning, avsevärt lidande. Samtidigt hade Zjukovs trupper gått till våldsamt motanfall i december 1941, men tyskarna hade ändå lyckats hålla sin frontlinje trots mycket låg stridsmoral.
Hitler hoppades att under sommaren 1942 uppnå vad som hade nekats honom 1941, och han tänkte inte tåla något mer tal om tillbakadragande. Han avfärdade uppgifter om att Sovjet höll på att återhämta sin kraft och han var också blind för att den tyska styrkan sviktade. På östfronten fanns det fler divisioner än vad det fanns under 1941; inte mindre än 177 divisioner men med en nedgång med 360 000 i antalet soldater som skulle fylla deras led. De tyska resurserna i öst överflyttades till att förstärka Tysklands försvar i väst och för att inte rubba planerna för sommarfälttåget 1942 tvingades Hitler till ett kraftigt beroende av sina allierades svagare trupper på östfronten – rumäner, ungrare, italienare och kroater. Det rådde också svåra transportproblem, drivmedelsbrist och en kris inom pansarvapnet, där förlusterna under 1941–1942 översteg nyproduktionen som var avsedd både för östfronten, Nordafrika och Grekland.

## Planeringen
Under våren 1942 stabiliserade de tyska styrkorna sin front och man gjorde på nytt upp en plan för en ny offensiv mot Moskva. Denna plan förkastades dock, då Armégrupp Mitte hade försvagats för mycket för att kunna utföra ett sådant angrepp. Dessutom var en av grunderna för blixtkriget att angreppet skulle ske där fienden minst anade det. Därför började man nu istället att planera för offensiven i norr och i söder. En offensiv i söder skulle öppna upp och säkra de oljerika områdena i Kaukasus och även ge tyskarna kontroll över floden Volga, som utgjorde en viktig transportled.
Slutligen bestämdes att Armégrupp Süd var den enhet som skulle utföra offensiven över den sovjetiska stäppen mot Kaukasus och dess oljefält. Hitler hade skrapat ihop över 1,5 miljoner man till operationen alltifrån tyskar till rumäner. Offensiven gavs kodnamnet Operation Blau och skulle inkludera den 6:e och 17:e tyska armén, samt 4:e och 7:e pansararmén. 
Hitler lade sig dock i den strategiska planeringen och bestämde att armégruppen skulle delas upp i två delar, armégrupp A som skulle fortsätta offensiven söderut mot Kaukasus och armégrupp B som skulle gå mot Stalingrad och floden Volga.
Erövringen av Stalingrad var viktig för Hitler av flera orsaker. Staden var en viktig industristad vid floden Volga som i sin tur var en viktig transportled från Kaspiska havet till norra Sovjet. Intog man staden skulle man även säkra de tyska arméernas vänstra flank då dessa avancerade in i Kaukasus. Slutligen bar staden även Stalins namn, och erövrandet av den skulle för Hitler tjäna som en stor propagandaframgång. Det skulle komma att visa sig att Stalin hade liknande tankegångar.
Under tiden som den tyska mobiliseringen inför iscensättningen av Operation Blau slutfördes, gick striderna på Krim in i sitt slutskede i och med belägringen av Sevastopol. Sevastopol, en hamnstad vid Svarta havet i södra Krim, hade belägrats i november 1941 av den 11:e tyska armén och den 3:e rumänska armén. Det sovjetiska försvaret hade förstärkts avsevärt med trupper som evakuerats från södra Ukraina. Försvarsverket runt staden utvidgades nu till tre försvarslinjer.
Tidigare tyska försök att storma staden hade kört fast, mest på grund av stadens geografiska läge med den vresiga omkringliggande naturen. Staden var en naturlig fästning, omgiven av kullar, skarpa klippor, höga stup och branta raviner. Vintern 1941-42 tvingades tyskarna ägna sig åt att nöta ut det sovjetiska försvaret genom oupphörligt bombardemang från artilleri och flyg. 
För att bryta igenom det sovjetiska försvaret och nå in i staden tvingades tyskarna ta till en enorm samling av belägringsartilleripjäser och stora järnvägskanoner, däribland några av de största och grövsta som någonsin byggts. Tyskarna fortsatte denna brutala slakt av det sovjetiska försvaret med näst intill oupphörlig artillerield och bombardemang från Luftwaffe, vilket sakta pulveriserade staden.
Den 20 juni nådde tyskarna hamnen och bröt därmed försvararnas sista försörjningslinje. Det sovjetiska försvaret vägrade ge sig och bombningarna fortsatte i ytterligare två veckor. I juni 1942, när Krim slutligen föll, var den sovjetiska dödssiffran omöjlig att räkna.
Operation Blau var tänkt att ta sin början i slutet av maj 1942, men ett stort antal tyska och rumänska enheter som var tänkta att delta i operationen var fortfarande involverade i belägringen av Sevastopol på Krim. Svårheterna med att inta Sevastopol gjorde att Operation Blau sköts på framtiden ett flertal gånger tills Sevastopol slutligen föll i slutet av juni. Under tiden utspelade sig det andra slaget om Charkiv. Charkiv hade intagits av tyska trupper i oktober 1941 och hade redan erfarit en sovjetisk motattack, vilken var en del av Stalins januarioffensiv. 
Den 12 maj inledde de sovjetiska soldaterna från båda sidor om Charkiv sin offensiv mot staden. De bröt igenom det tyska försvaret och staden började bli allvarligt hotad. Tyskarnas pansarspjutspetsar skar en kil i den sovjetiska utbuktningen och skar av hela den sovjetiska västra flygeln. Detta gjorde att tyskarna stängde in stora sovjetiska styrkor i en ficka. Av alla sovjetiska soldater i fickan lyckades enbart 20 000 undkomma. 70 000 av dem stupade och 200 000 togs tillfånga den 22 maj 1942.

## Offensiven

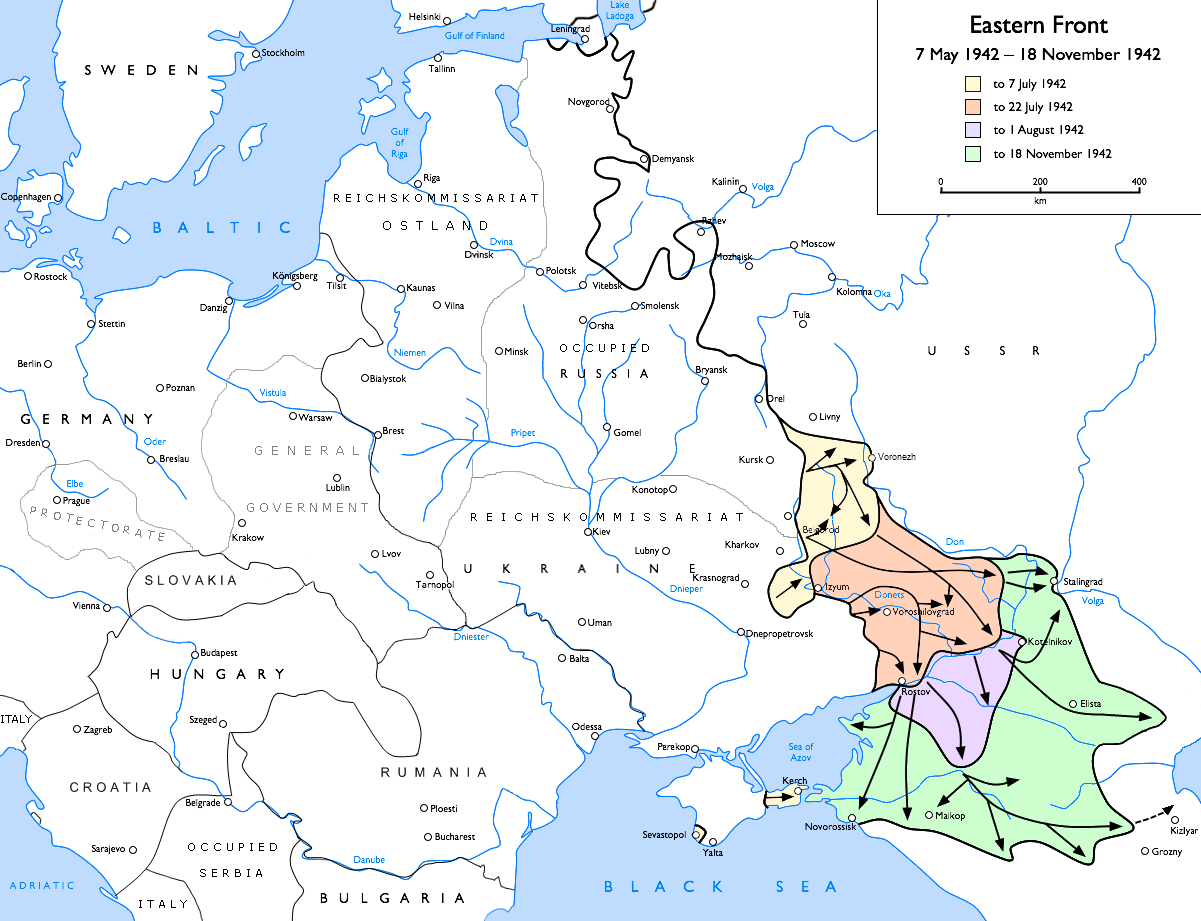
Den tyska framryckningen från den 7 maj till 18 november 1942.
till 7 juli
till 22 juli
till 1 augusti
till 18 november

Operation Blau inleddes slutligen den 28 juni 1942. Offensiven hade inledningsvis stora framgångar. De sovjetiska styrkorna hade inte mycket att sätta emot, och retirerade i stor oordning österut. Flera försök att sätta upp försvarslinjer misslyckades, då de tyska styrkorna bara fortsatte runt dem. Under tiden hade den 2:a ungerska armén tillsammans med 4:e pansararmén inlett ett anfall mot staden Voronezh som slutligen föll den 5 juli. 
6:e arméns inledande framgångar gjorde att Hitler återigen lade sig i planeringen och beordrade att 4:e pansararmén skulle ansluta sig till armégrupp A i dess anfall mot Kaukasus. Detta orsakade enorma trafikstockningar då 4:e pansararmén hann ifatt 6:e armén och de båda arméerna blev helt stillastående under en hel vecka då man försökte reda ut det hela. När offensiven nu avstannat ångrade sig Hitler och beordrade på nytt att 4:e pansararmén skulle ingå i armégrupp B i dess angrepp mot Stalingrad.
I slutet av juni hade de tyska styrkorna drivit tillbaka de sovjetiska styrkorna över floden Don och börjat sätta upp försvarslinjer där de utnyttjade sina italienska, ungerska och rumänska allierade arméer. 6:e armén befann sig nu endast ett fåtal mil från Stalingrad och 4:e pansararmén, som nu befann sig söder om 6:e armén, vände norrut för att delta i anfallet mot staden. Ytterligare söderut marscherade armégrupp A vidare in i Kaukasus. 
Det började nu gå upp för de sovjetiska befälhavarna vad de tyska planerna var, och i juli började man att förbereda ett försvar av Stalingrad. Sovjetiska trupper som fortfarande flydde österut från de framryckande tyska trupperna beordrades till staden samtidigt som andra kommenderades till staden från andra sidan Volga. Den nyligen bildade sovjetiska 62:a armén skulle försvara staden till sista man. 

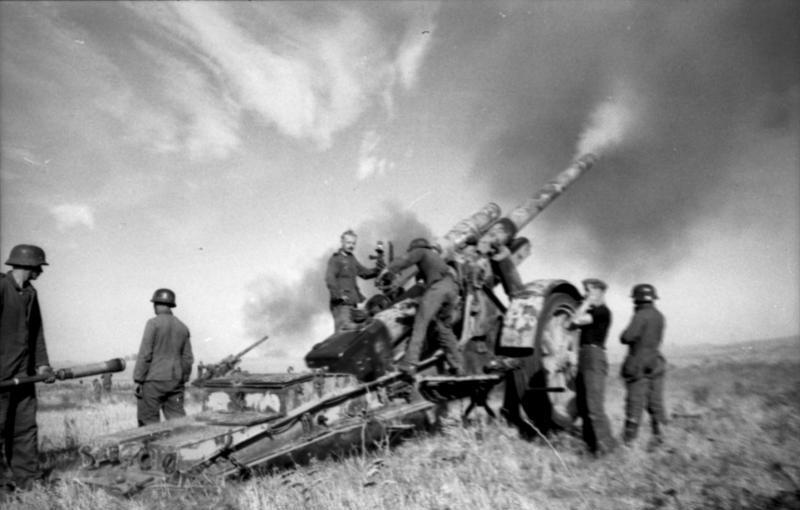
15 cm Kanone 18 en tung tysk fältkanon ger eld i augusti 1942.

Den 21 augusti 1942 nådde förtrupperna ur tyska 6:e armén fram till Volga vid byn Rynok, norr om Stalingrad. Några dagar senare nådde 4:e pansarkåren Volga på den södra sidan av staden. Stalingrads försvarare befann sig nu i stor kris, helt inringad av överlägsna tyska arméer och den enda vägen för att få nytt manskap och material till staden var med skeppning över Volga.
Tyskarna inledde två anfallsvågor mot Stalingrad men den försvarande sovjetiska 62:e armén gav de överlägsna tyska trupperna ett betydande motstånd. I november nådde dock till slut de tyska trupperna ner till Volgas västra strand. Den 19 november inledde Sovjetunionen ett motanfall på flankerna och inringade den tyska 6:e armén, som till slut kapitulerade den 2 februari 1943 med över 200 000 döda och 91 000 tillfångatagna i Stalingrad-fickan.
Det här räknas ofta som den stora vändpunkten i andra världskriget.